# The Trinity Session
Pour l'équipe de production d’art contemporain, voir Trinity Session
Albums de Cowboy Junkies
Whites Off Earth Now!!
(1986) The Caution Horses
(1990)
The Trinity Session est le deuxième album studio du groupe canadien de country alternatif Cowboy Junkies, sorti en novembre 1988.

## L'album
Enregistré en une seule séance le 27 novembre 1987 et avec un seul micro stéréo à l'Église de la Sainte-Trinité de Toronto pour 250 dollars, l'album atteint la 28e place des charts canadiens (30e du classement country) et la 26e du Billboard 200.
Il est certifié double disque de platine au Canada et disque de platine aux États-Unis.
Il contient des compositions originales et des interprétations toutes personnelles de classiques tels que Blue Moon Revisited (Song for Elvis) de Lorenz Hart et Richard Rodgers (non disponible sur l'édition vinyle originale), I'm So Lonesome I Could Cry de Hank Williams, Dreaming My Dreams with You de Allen Reynolds, Walkin' After Midnight de Don Hecht et Alan Block, ainsi que Sweet Jane de Lou Reed alors qu'il faisait encore partie du Velvet Underground. Lou Reed a d'ailleurs déclaré au sujet de cette reprise : « Leur version de Sweet Jane est la meilleure et surtout la plus authentique qu'il m'ait été donné d'entendre. »,. 
L'album obtient des critiques très positives. Dans le magazine Rock & Folk, le journaliste Philippe Blanchet écrit: « D'un bout à l'autre cette Trinity Session brille d'une intense ferveur, d'une déroutante sobriété, d'une simplicité toute apparente et de cette « évidence » déconcertante qui marque généralement les chefs-d’œuvre. Très beau.».
Pitchfork le classe à la 42e place de son classement des meilleurs albums des années 80 (2002), le magazine Chart à la 36e des meilleurs albums canadiens (2000) et l'ouvrage The Top 100 Canadian Albums (en) à la 62e (2007). Il fait partie des 1001 albums que vous devez écouter avant de mourir.
Il a été réenregistré en 2006 toujours à l'Église de la Sainte Trinité, avec les mêmes musiciens, et publié en 2007 sous le titre Trinity Revisited avec un DVD en bonus.

### Liste des titres
| No  | Titre                                                                                | Auteur                                                            | Durée |
| --- | ------------------------------------------------------------------------------------ | ----------------------------------------------------------------- | ----- |
| 1.  | Mining for Gold                                                                      | traditionnel, arrangements James Gordon                           | 1:34  |
| 2.  | Misguided Angel                                                                      | - Margo Timmins - Michael Timmins                                 | 4:58  |
| 3.  | Blue Moon Revisited (Song for Elvis) (ne figure pas sur la version vinyle originale) | - Lorenz Hart - Richard Rodgers - Margo Timmins - Michael Timmins | 4:31  |
| 4.  | I Don't Get It                                                                       | - Margo Timmins - Michael Timmins                                 | 4:34  |
| 5.  | I'm So Lonesome I Could Cry                                                          | Hank Williams                                                     | 5:24  |
| 6.  | To Love Is to Bury                                                                   | - Margo Timmins - Michael Timmins                                 | 4:47  |
| 7.  | 200 More Miles                                                                       | Michael Timmins                                                   | 5:29  |
| 8.  | Dreaming My Dreams with You                                                          | Allen Reynolds                                                    | 4:28  |
| 9.  | Working on a Building (ne figure pas sur la version vinyle originale)                | traditionnel, arrangements Cowboy Junkies                         | 3:48  |
| 10. | Sweet Jane                                                                           | Lou Reed                                                          | 3:41  |
| 11. | Postcard Blues                                                                       | Michael Timmins                                                   | 3:28  |
| 12. | Walkin' After Midnight                                                               | - Don Hecht - Alan Block                                          | 5:54  |

### Musiciens
- Margo Timmins : chant
- Michael Timmins : guitare
- Alan Anton : basse
- Peter Timmins : batterie

## Musiciens  additionnels
- John Timmins : guitare, chœurs
- Kim Deschamps : guitare pedal steel, dobro, bottleneck
- Jeff Bird : violon, mandoline, harmonica
- Steve Shearer : harmonica
- Jaro Czwewinec : accordéon

## Classements hebdomadaires
| Classement (1989)          | Meilleure place |
| -------------------------- | --------------- |
| Canada (RPM Top Albums)    | 28              |
| États-Unis (Billboard 200) | 26              |
| Nouvelle-Zélande (RIANZ)   | 26              |

## Certifications
| Pays                  | Certifications | Date       | Unités certifiées |
| --------------------- | -------------- | ---------- | ----------------- |
| Canada (Music Canada) | 2 × Platine    | 13/03/1996 | 200 000           |
| États-Unis (RIAA)     | Platine        | 15/03/1996 | 1 000 000         |

## Divers
En 2008, l'écrivaine française Anne Savelli publie Cowboy Junkies/The Trinity Session, ouvrage consacré au groupe.